# 杨蕴
杨蕴（1921年—），女，四川阆中人，中国新闻工作者、妇女工作者，曾任中华全国新闻工作者协会主席团委员。